# Jannich Storch
Jannich Victor Bøgelund Storch (født 12. maj 1993 i Albertslund)[kilde mangler] er en dansk fodboldspiller, der spiller som målmand i den danske fodboldklub Lyngby Boldklub.

## Karriere
Storch startede sin aktive fodboldkarriere i Helsinge Fodbold.

### FC Nordsjælland
Storch debuterede i Superligaen for FC Nordsjælland den 2. oktober 2011, da han afløste  den normale reservemålmand David Jensen, der måtte udgå med en skade i en kamp mod SønderjyskE.
Da Jannichs kontrakt udløb, valgte klubben og spilleren i fællesskab ikke at skulle forlænge kontrakten, da Storch fik for lidt spilletid.

### Akademisk Boldklub
Efter at have trænet med Akademisk Boldklub i et par uger skrev Storch i sommeren 2014 under på en kontrakt gældende frem til sommeren 2015.

### FC Roskilde
Han skrev i januar 2018 under på kontrakt af ikke oplyst varighed med FC Roskilde, efter Frederik Vang var blevet skadet.